# Alain Bédé
Alain Bédé (ur. 20 sierpnia 1970) – piłkarz z Wybrzeża Kości Słoniowej, występujący podczas kariery na pozycji obrońcy.

## Kariera reprezentacyjna
Alain Bédé występował w reprezentacji Wybrzeża Kości Słoniowej. W 1992 roku wystąpił w pierwszej edycji Pucharu Konfederacji, który nosił wówczas nazwę Pucharu Króla Fahda. Na tym turnieju po porażkach z Argentyną i reprezentację USA Wybrzeże Kości Słoniowej zajęło ostatnie, czwarte miejsce. Bédé był rezerwowym i nie wystąpił w żadnym meczu.